# 圣米歇尔和尚沃
圣米歇尔和尚沃（法語：Saint-Michel-et-Chanveaux，法語發音：[sɛ̃ miʃɛl e ʃɑ̃vo] ⓘ）是法国曼恩-卢瓦尔省的一个旧市镇，属于瑟格雷区。2016年12月15日，圣米歇尔和尚沃相邻的另外9个市镇合并为新市镇翁布雷当茹（Ombrée d'Anjou）。

## 地理
圣米歇尔和尚沃（47°40'49"N, 1°7'50"W）面积27.67 平方千米，位于法国卢瓦尔河地区大区曼恩-卢瓦尔省，该省份为法国西部内陆省份，大致对应安茹地区，北起顺时针与马耶讷省、萨尔特省、安德尔-卢瓦尔省、维埃纳省、德塞夫勒省、旺代省、大西洋卢瓦尔省和伊勒-维莱讷省接壤。
与圣米歇尔和尚沃接壤的市镇（或旧市镇、城区）包括：阿尔马耶、拉沙佩勒格兰、瑞涅德穆捷、沙兰拉波特里、诺埃莱、勒特朗布莱。
圣米歇尔和尚沃的时区为UTC+01:00、UTC+02:00（夏令时）。

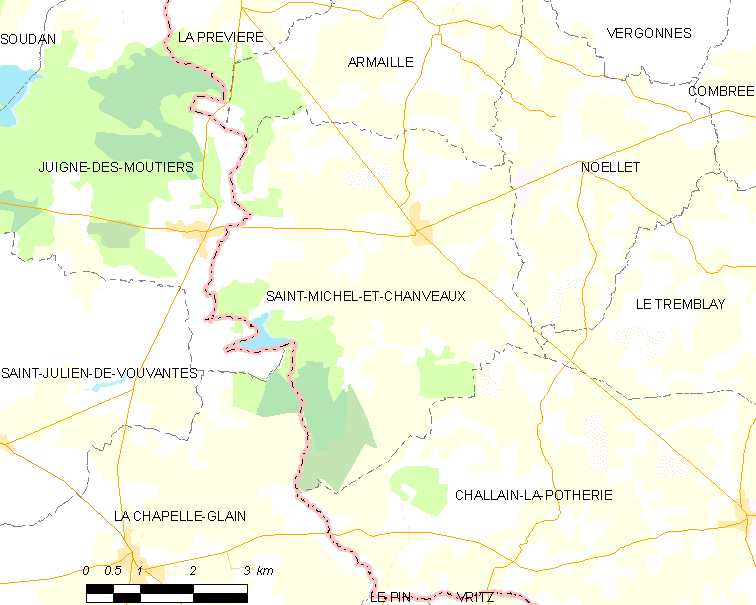
圣米歇尔和尚沃的OSM定位图

## 行政
圣米歇尔和尚沃的邮政编码为49420，INSEE市镇编码为49309。

## 政治
圣米歇尔和尚沃所属的省级选区为蓝色安茹地区瑟格雷县。

## 人口

1962-2008年间圣米歇尔和尚沃人口变化图示

圣米歇尔和尚沃于2018年1月1日时的人口数量为396人。